# Csordás Mihály
Csordás Mihály dr. (Kishegyes, 1950–) délvidéki tanár, író, esszéista, színikritikus, tudományos kutató és publicista.

## Fiatalkora
A bácstopolyai gimnáziumban érettségizett, majd 1974-ben a budapesti Eötvös Loránd Tudományegyetem Bölcsészettudományi Karán magyartanári oklevelet szerzett. Doktori értekezését ugyanebben a tanintézetben védte meg 1977-ben. Czine Mihály legkedvesebb tanítványai közé tartozott.

## Munkássága
A Magyar Tudományos Akadémia köztestületeti-, a Nemzetközi Magyar Filológiai Társaság (újabb nevén: Nemzetközi Magyarságtudományi Társaság), a Vajdasági Magyar Tudományos Társaság, a Magyar Írószövetség, a Vajdasági Írók Egyesülete (szerbül: Društvo Književnika Vojvodine) valamint a vajdasági Független Újságíró Egyesület (NDNV – szerbül: Nezavisno društvo novinara Vojvodine) rendes tagja.
Hét  évig volt elnöke Szabadkán a rangos Bodrogvári-díj bíráló bizottságának, több éven át a kanizsai Tiszai Játékok zsűrijének. Fél évtizeden át állt a kishegyesi Csépe Imre Emlékbizottság élén. Tiszteletbeli elnöke Békésszentandrás Baráti Szövetségének.
Bácstopolyán egy éven át film- és színművészetre tanította a gimnázium kulturológusait, akikből ennek köszönhetően sokan választották a magyartanári pályát.
A Magyarország újraalapítását megünneplő muhi Történelmi Nemzeti Zarándoknap mentora és a konferencia koordinátora. Ópusztaszeren megválasztották a "II. Civil Honfoglalás - Civil Szerződés" kárpát-medencei nemzetközi civil találkozó vajdasági civil szervezetei vezérének.
A svédországi HUNSOR (www.hunsor.se) magyar internetes újság délvidéki munkatársa.

### Újságírói tevékenysége
A szerkesztőség jelöltjeként került 1991-ben fő- és felelős szerkesztőként, majd 1993-ban igazgatóként is szabadkai 7 Nap Lapkiadó Közvállalat élére, hogy egy évtizeden át irányítsa e kiadóház munkáját. A válságos 90-es években, háborúellenes vezércikkeiről vált közismertté.
Korábban fél évtizeden át jegyezte főszerkesztőként az ugyancsak szabadkai Üzenet irodalmi folyóiratot is.

### Írói tevékenysége
Neve az elmúlt negyed század során lírai hangvételű prózai szövegek, irodalomtörténeti tanulmányok, színikritikák, interjúk, riportok és cikkek alatt szerepelt vajdaságiak mellett a pesti (Élet és Irodalom, Heti Magyarország, Magyarország, Magyar Nemzet, Kapu, Szabad Föld, Vigilia) és vidéki (szegedi Délmagyarország, bajai Független Délvidék, békészentandrási Szentandrási Híradó, soproni VÁRhely) lapokban, folyóiratokban, de a Bécsi Napló, az erdélyi Helikon, a clevelandi Katolikus Magyarok Vasárnapja, a kassai Kelet Népe, a Kanadai Magyarsag hasábjain is. Hangjátékait a budapesti Kossuth Rádió és az Újvidéki Rádió sugározták.
Négy önálló kötete jelent meg:
- A Csépe-emléknapok egy évtizede (művelődéstörténeti monográfia) sajtó alá rendezte a Csépe Imre Emlékbizottság, Kishegyes 1982;
- Követni az időt (tanulmányok, esszék, kritikák) Életjel Könyvek, Szabadka 1984;
- Csépe Imre emlékezete (szerk., bev.) Forum Könyvkiadó, Újvidék 1985 és
- Felénk hajolnak a keresztek (alcím: Egy háborús évtized kiskalendáriuma) amely lírai esszéket, karcolatokat, tárcákat, cikkeket tartalmaz. Timp Kiadó, Budapest 2009.

Számos kiadványt gondozott, lektorált, vagy írt hozzá elő- vagy utószót:
- Tóth Ferenc: Önvédelem (válogatott versek, a verseket válogatta dr. Csordás Mihály és Vass Borbála) Logos Grafikai Műhely, Tóthfalu 2000;
- Lydia Scheuermann Hodak: Kígyóbőrnyakék I-II (A cselekvés súlya című előszót írta és a kötetet lektorálta dr. Csordás Mihály) HunCro Sajtó és nyomdaipari Kft., Eszék 2004;
- József Attila Kishegyesen (Kishegyesi írók József Attiláról, három lírai esszé) Szó-Beszéd, Kishegyes 2006 stb.

Színikritikáiért Üzenet-díjat (1984), Mayer Ottmár-plakettet (1985) irodalomszervezői tevékenységéért pedig Csépe-emlékplakettet (1995) kapott. Irodalmi munkásságával kiérdemelte szülőfaluja, Kishegyes Októberi-díját (1985) is.